# Japonicrambus
Japonicrambus är ett släkte av fjärilar. Japonicrambus ingår i familjen Crambidae.
Kladogram enligt Catalogue of Life:
| Japonicrambus | \| \| Japonicrambus bilineatus \| \| \| \| \| \| Japonicrambus ishizukai \| \| \| \| |
|               | \| \| Japonicrambus bilineatus \| \| \| \| \| \| Japonicrambus ishizukai \| \| \| \| |
|               | Japonicrambus bilineatus                                                             |
|               |                                                                                      |
|               | Japonicrambus ishizukai                                                              |
|               |                                                                                      |